# Høje Gladsaxe (dokumentarfilm)
Høje Gladsaxe er en dansk dokumentarfilm fra 1967, der er instrueret af Erling Wolter.

## Handling
Opførelsen af boligkvarteret Høje Gladsaxe, som blev indviet i 1966. Bygherrerne er Arbejdernes Andels-Boligforening, Arbejdernes Boligselskab i Gladsaxe Kommune, Fagforeningernes Boligforening for København og Omegn, Boligselskabet Lejerbo samt Foreningen Socialt Boligbyggeri ved Arbejderbo.